# Humit
Humit är ett mineral, tillhörande en grupp av närbesläktade (humitgruppen) glänsande silikatmineral, ofta av gul- eller rödbrun färg.
Humit består ofta av föreningar av magnesiumsilikatet olivin MgFe2SiO4, med magnesiumfluorid MgFe2, och stundom magnesiumhydrat MgO2H2. Magnesium kan delvis ersättas av tvåvärdigt järn. Humit innehåller följande mineral:
- Norbergit  MgFe2 och MgFe2SiO4
- Kondrodit  MgFe2 och 2MgFe2SiO4
- Humit  MgFe2 och 3MgFe2SiO4
- Klinohumit  MgFe2 och 4MgFe2SiO4

Humitgruppens mineral är i allmänhet typiska kontaktmineral och förekommer i omvandlade kalstenare och dolomiter. I Sverige förekommer kondrodit på flera håll, bland annat vid Kaveltorp och Värmlands Taberg.